# EXTRAPOWER
EXTRAPOWERは、LUCKY LAMP PROJECTによるパソコンゲームのシリーズ。『ATTACK OF DARKFORCE』『STAR RESISTANCE』『GIANT FIST』の三作品が公開されている。

## ATTACK OF DARKFORCE
『EXTRAPOWER -ATTACK OF DARKFORCE-』は、2008年12月23日にフリーウェアとしてふりーむ!にて公開され、第4回ふりーむ!ゲームコンテストで「ふりーむ賞」を受賞したシミュレーションRPGツクール95製のシミュレーションRPG。
ストーリーは、シャークン星の皇子シャークン拷が、宇宙全体の支配を画策するダークフォースの標的になっていることを知らせるため、地球へと飛来する場面から始まる。やがて各地のヒーローはシャークン拷の下に集結し、ダークフォースと戦うことになる。

### 制作背景
本作は「いままで見てきた漫画やアニメ、特撮などに畏敬の念を込めて」企画した作品とされる。苦労した点としては、作中の素材をすべて自力で作成するため、膨大な作業をこなしたことをあげている。
2005年頃に、以前から創作していた多数のキャラクターを作品に登場させて公開しようと思い立ったのが制作のきっかけであるという。通常のRPGでは多数のキャラクターを活躍させるのが難しいと考え、個々のキャラクターを戦闘アニメーションや行動によって強調できるシミュレーションRPGになったとされ、そのためにRPGツクールではなくシミュレーションRPGツクール95を採用したとしている。

### 評価
ふりーむ!ゲームコンテストでは、作中のイラストやストーリーについて評価されているが、「登場人物の多さや個性的なクセが気になる」ともされている。しかし「燃えたぎるような魂が伝わってくる」作品であり、「圧倒的な力は、筆舌に表しがたい」と評されている。
ベクターの「新着ソフトレビュー」では、「次から次へと新たな展開が押し寄せ、先を予想させない怒濤のストーリーが絶品」と評価されている。そして「絵柄やストーリーに多少クセはあるかもしれないが、魅力に満ちあふれた」作品であると評されている。
窓の杜のコーナー「週末ゲーム」では、「ヒーローたちの競演」が最大の魅力であると評価されており、「次々にヒーローと敵が現れ目まぐるしく展開するストーリーに、グイグイと引き込まれていく」と評されている。ただし「シミュレーション部分では戦闘ごとに発生するアニメーションをカットできず、同じシーンを何度も見ることになるため少々テンポが悪い」との指摘がなされている。

## STAR RESISTANCE
『EXTRAPOWER -STAR RESISTANCE-』は、2012年10月11日にフリーウェアとしてとしてふりーむ!にて公開され、第8回ふりーむ!ゲームコンテストで優秀賞を受賞したRPGツクールVX製のシューティングゲーム。
プレイヤーは攻撃方法が異なる4種（さらに隠しで3種）の操作キャラクターを選択できる。ゲーム中に登場するアイテムを手に入れるとメインアタック（ショット）が強化されるが、ダメージを受けると1段階パワーダウンしてしまう。また特別な攻撃である「EXTRAPOWER」（超絶能力）は、一定の条件を満たさないと発動することができない。なおストーリーは、前作『ATTACK OF DARKFORCE』よりも前の出来事という設定である。

### プレイヤーキャラクター
シャークン拷
シャークン星の王子にして、スターロアのチャンピオン。先祖伝来の格闘術「スター結」で戦う、友情に篤い熱血漢。
パワーアップすると広範囲を攻撃できるショット「拷パンチ」、貫通力のある固有技「拷ソバット」など、敵を選ばず戦えるオールラウンダー。
フォーススター
本名シュノーグ・ド・フォーススターⅣ世。シャークン拷の良きパートナー。超スピードの「フラッシュアーツ」の使い手。
攻撃力はやや低めだが、移動速度・貫通力・攻撃範囲に優れ、敵弾を防ぐ「フォースクリスタル」を生成できる。クリスタルの発生時には無敵時間がある。
ヴァルハラ
大気の力を司る、風の戦乙女。ラグナロクに備えて有望な戦士を探している。
動いていない時は盾で敵弾を防いだり、一定時間無敵になったりと防御寄りな性能。ステージクリア時に一定条件で与えられるランク「聖戦士」に向いている。ヴァルジオラ使用時はボスとして乱入してくる。
ネムリ
魔界の上層部であるマリスの命を受け、調査にやってきた少女。好戦的な性格で、隠密行動を命じられたにもかかわらず本格的な戦闘に入ってしまう。
敵を追尾するメインアタック「魔界虫」がステージ道中では非常に強力。また、固有技「クローバーマン」の火力が高く、ボス戦にも強い。
以下はパネルを揃えることで追加される隠しキャラクター。
ギャラクシースター
地球のヒーローチーム「ギャラクシーズ」を束ねるキャプテン。彼らはいつも軽口を叩いているが、地球を愛する好漢たちである。
パワーアップによってメインアタックの武装が増え、火力の上昇が著しい。サブアタックの「ギャラクシーボス」は敵の通常弾をガードしてくれる他、追加入力で最大3回まで殴れる。
ザンバーヘッド
ダークフォース軍に故郷を滅ぼされた少年ラムロックが搭乗するロボット。他の星を故郷と同じ目に遭わせないために戦う。
フルパワー状態では前方以外からの通常弾を受けつけなくなり、攻撃範囲も非常に広い。見た目の巨大さと裏腹に、当たり判定は他より僅かに大きい程度。
ヴァルジオラ
魔界の住人でありながら戦乙女の力を手にした女性。ある「計画」のため、ヴァルハラたち戦乙女やネムリに干渉する。
近接攻撃に特化しており、メインアタックはショットでなく斬撃。遠距離戦は不得手だが、敵の懐に潜り込めば瞬殺も可能。ヴァルハラ、ネムリ使用時はボスとして乱入してくる。

### 主なボスキャラクター
雲泥田
ダークフォースの腹心の片割れである1面ボス。最初はあまり強くないが、倒されるとスーパー戦隊の怪人のごとく巨大化して復活する。5面ではさらに大きくなって画面に入りきらなくなり、ドリルだけ突っ込ませてくる中ボスとして登場。
面相間
2・5面ボス。雲泥田とタッグチーム「暗黒使徒」を結成していた。ゼラチン状の「面相間細胞」を機械に取りつかせ、操ることができる。
普段は小柄だが、5面ではある程度ダメージを与えると巨大なスライムと化し、大量の面相間細胞をばら撒いてくる。
ブルーアーマー
地下道に転がっていた鎧で、シャークン星の戦士の霊が宿っている。現在では試合に使われているスター結を「見世物」と嘆き、腑抜けた拳を打ち砕こうとする。
分身を飛ばす攻撃、ショットを防ぐビットなど、その技にはシャークン拷やフォーススターとの共通点が多く見られる。
アストラルゲート
宇宙のどこにでも存在すると言われる、神出鬼没な超生命体。異次元の門を開いて何かを呼び出したり、あるいは自機をそこに落とし込んだりする。
初代フォーススター（フォーススターⅣ世の胸にある顔）とは浅からぬ因縁がある。
アストロギャザー
シャークン拷らによってブラックホールに囚われていたが、脱出して活動を再開した流星魔人。
隕石のような頭という外見どおりメテオを使える他、高速飛行やエイリアン召喚などトリッキーな攻撃を駆使する。
レム
ゴスロリ風の衣装に身を包む魔界の少女。ヴァルジオラと「計画」のために同行していたかと思えば、ザンバーヘッドが欲しくなり単独で奪いに行く気まぐれな性格。
召喚術を得意としており、複数の召喚獣を組み合わせた弾幕を展開する。召喚獣の多くは、『ATTACK OF DARKFORCE』『GIANT FIST』のブラックベリーと共通。
ダークフォース
敵の総大将。雲泥田に力を与えて復活させる、長時間ボスを倒さずにいると永久パターン防止キャラとして現れるなど本作では主に舞台装置的な役割。しかし、「RIVAL BATTLE」にて勝ち抜き戦をノーコンティニューで制覇すると、最強の敵として戦いを挑んでくる。総大将だけあって、その攻撃は圧巻の一言。

### ステージ
全6面。通常は1面から通してプレイするが、パネルを揃えることでステージセレクトができるようになる。6面だけプレイしてもエンディングを見ることは可能。
| 面 | STAGE                  | 解説 | ボス                                                                           |
| -- | ---------------------- | --- | ------------------------------------------------------------------------------ |
| 1  | 衛星メザ               | ダークフォース軍の攻撃を受けたシャークン星に直行すべく、アステロイドから衛星メザを突っ切る。最初のステージながら敵の数は多く、押し負けないようにしたい。 | 雲泥田                                                                         |
| 2  | シャークン星入港ドック | ダークフォース軍に加え、本来味方であるドックのガードロボや砲台までもが敵に操られ、ヒーローたちに襲いかかってくる。その元凶である面相間を倒すため、ドックから市街地へと向かう。                                                                               | 面相間                                                                         |
| 3  | 地下水道               | 敵の爆撃から逃れるため、いったん地下へと下りるヒーローたち。怪生物と亡霊の巣窟と化したそこには、シャークン星の歴史には語られない負の遺産が隠されていた。 | グスタフ                                                                       |
| 4  | 王都                   | 王都を襲う大部隊との戦闘 → 狂気の怪物がひしめく異次元空間 → 破壊された王都と、三部構成の長丁場となるステージ。敵の数も全ステージ中最大。自機がネムリ、ギャラクシースター、ヴァルハラ、ザンバーヘッド、ヴァルジオラの場合、ボス戦で新たな強敵が立ちはだかる。 | サニーデイ＆ファニーフェイス、アストロギャザー、ヴァルジオラ、レム、ヴァルハラ |
| 5  | セントラルタワー       | シャークン星のコントロールシステムを奪おうとする敵の排除のため、タワーの最上階を目指す。海底大戦争やプロギアの嵐の一部ステージのように、自機が右を向いたまま上へとスクロールする。敵は主に上下から現れるため、右方向へのショットだけではクリアは難しい。     | 真・面相間                                                                     |
| 6  | セントラルタワー最上階 | 敗れた面相間は、残された力をメインコンピュータに注ぎ込み暴走させる。シャークン星を滅亡の危機から救うため、ヒーローたちは最後の戦いに赴く。自機がシャークン拷、フォーススターの場合、コンピュータ撃破後に真の最終決戦が待っている。                           | メインコンピュータ、ブルーアーマー、アストラルゲート                           |

### 評価
ふりーむ!ゲームコンテストでは、「キャラ個性が独特でユニーク」であり「たまらなくアツい戦いに感じてしまうような小さな演出の数々が素晴らしい」と評されている。また「ゲーム部分でも、演出や操作性がしっかりしている」と評価されている
窓の杜の「週末ゲーム」では、「アメコミ風のキャラクターたちがパンチやレーザーで敵をなぎ倒していくというシューティングとしては異色の内容」と評され、キャラクターごとに「攻略法を見つけ出す楽しみ」があり、また隠しキャラクターや前述の「超絶能力」など「豊富な隠し要素を見つけるのが楽しい」と評価されている。そして「各キャラクターたちには熱い熱いストーリーが用意されているのも大きな魅力」とも評されている。
『iP!』では「最強フリーゲームTOP20」の7位として紹介されており、「大きな当たり判定やクセの強い技などアクは強い」が「ヒーロー物を強く意識した熱血ストーリーに熱い演出、小ネタの数々、豊富な隠し要素など、サービス精神あふれる作品に仕上がっている」と評されている。

## GIANT FIST
『EXTRAPOWER -GIANT FIST-』は、フリーウェアとしてふりーむ!にて公開され、第14回ふりーむ!ゲームコンテストで優秀賞を受賞したアクションゲーム。『ATTACK OF DARKFORCE』に登場した勇者ゾフィが主人公の横スクロールアクションゲームであり、最新版は2019年1月13日更新のVer.1.11となっている。
多くのステージは右方向へまっすぐ進むオーソドックスなステージクリア型だが、いくつかのステージは広いダンジョンを縦横に動き回って隠し通路や宝を探す、探索ゲームの要素も盛り込まれている。また、対戦格闘ゲームのようにコマンド入力で繰り出せる技やガードがあるのも特徴で、『STAR RESISTANCE』にあったEXTRAPOWERも健在（コマンドも共通）。

### ストーリー
『ATTACK OF DARKFORCE』よりも前のこと。アフリカの大地に荒ぶる風が吹き、動物たちが突如として暴れ出した。何かとてつもないことが起きているのを感じた勇者ゾフィと仲間たちは、原因を探るため旅に出る。風は、遺跡から発掘された一つの「腕輪」から発せられるものだった。時を同じくして、喧嘩屋ウルフ、魔女ブラックベリー、悪魔コーマも腕輪を手に入れんと動き出す。かくして、謎の腕輪を巡る強者たちの攻防戦が始まった。

### プレイヤーキャラクター
ゾフィ
主人公。悠然とした佇まいの内に、熱き戦士の魂を秘めた真の男。
ジャンプできないが、あらゆる攻撃をノーダメージに抑える鉄壁のガードと、「掴み」によって敵の飛び道具を投げ返すことで正面から制圧していく。とりわけ後者は、身の丈の数倍はある大岩、走り来るジープ、果てはビーム等、ほぼ何でも投げ返せる。
以下は一定条件で使用可能になる追加キャラクター。ゾフィも含めて、他のキャラクター使用時はボスとして要所で立ちはだかってくる。
ウルフ
東洋人の喧嘩屋。熱く滾る喧嘩を求めて、自ら危地に乗り込んでいく。必殺技は「ウルフパンチ」。
攻撃ボタン連打でベルトスクロールアクションゲームのようなコンビネーションを繰り出せる、コンボ重視なキャラクター。移動速度とジャンプ力に秀でており、ステージ道中では雑魚をあまり相手せず一気に駆け抜けることも可能。
ブラックベリー
ピラミッドの魔女。冷静沈着な性格だが、時として狂気を滲ませる一幕も。
魔法使いのため近接戦闘は不得手なものの、ショップでMPを増やせば多彩な魔法によって敵の接近を許さない。多段ヒットする誘導弾の「魔法剣」と他の魔法の組み合わせが強力。被ダメージを数回無効化する「プロテクション」を張ったまま移動・攻撃ができる。
コーマ
狡猾にしてサディストな女悪魔。異変の元凶である腕輪の力を解明するため、人間の科学者に化けて武装組織や大企業に入り込む。
操作に癖があるものの、密着時に高い威力を発揮する技やノーコストで撃てる飛び道具など、距離を問わず戦えるバランス型。ゾフィ同様ジャンプできないが、隙の小さいワープのおかげで機動力は高い。

### 主なボスキャラクター
J・ガルゴン
ノリの軽い傭兵。「鉛をたらふくご馳走すれば人は死ぬ」と豪語するも、マシンガンとバズーカをもってしてもゾフィの鍛え上げられた肉体には通用しなかった。
ゲーム上も、ガードと投げ返しの練習台のような相手。
族長ダバー
森の民「ドゥーバ族」の長。ゾフィを敵視しているが、筋を通すことと礼節を重んずる義理堅い人物でもある。
ガードや無敵技による切り返しを使いこなす、序盤の山場となるボス。
オウゴンムシ
ピラミッドの守護者。ゾフィと同行するエースが宝物をくすねたことで彼の機嫌を損ね、戦闘となってしまう。
浮かせるとワープで脱出するため空中コンボは入りにくい。EXTRAPOWERで無数の巨石を飛ばしてくるが、ゾフィは投げ返し可。
フィグマ
マグアルダ火山の「マグマオー」を信仰する巫女。炎の精霊の化身「シグマ」を使役する炎獣使い。
シグマはオウゴンムシとは逆に、仰け反り時間が短く地上コンボが入りにくい。EXTRAPOWERで強力な火炎ブレスを吐いてくる。
ゼット
最終ボス。信徒に人体改造を施すカルトの教祖。その正体は、古の戦士の一族「ラトゥール」の生き残り。また、エンディングではゾフィとの意外な繋がりがほのめかされる。
その攻撃はどれも圧倒的で、ゾフィでも彼の巨体を投げることはできない。「オーラをまとったフック（勇者のこぶし）」「竜巻を起こすアッパー（大空のこぶし）」「地面を殴って揺らす（大地のこぶし）」「ビームを放つ（EXTRAPOWER）」といった技はゾフィと共通している。

### その他の登場人物
エース
メニュー画面「教授の部屋」の主。守銭奴かつ小ずるい男だが、メニューでは基本操作やEXTRAPOWERのコマンドのヒントを教えてくれたり、ショップ横のATMに預金することで追加キャラクター等を購入できたりとサポートは充実。なお、預金額が増えるごとに教授の部屋が豪奢になっていく。
キングレオ
200年を生き、人語を話せるライオン。ゾフィの良き相棒。アイテム「金獅子のたてがみ」を持っていると、ピンチの時に助太刀してくれる。
デビッド＆マリーアン
ゾフィの戦いを援護する少年と少女。エースの不謹慎さに対するツッコミ役。アイテム「エイハブの秘薬」「チャングラー人形」があれば、ゾフィのLIFEや技の輝き（MP）が尽きても回復してくれる。
フローラ
ウルフのパートナー。彼の喧嘩っ早さに半ば呆れつつも、その仕事を陰に陽に支える女性。
ジョーニィ＆エーティ
旅の商人たち。エーティはごく狭い範囲を争いの起こらないスペースに変えることができ、安全な取引に活用している。
西州ミク
日本の女学生。探検家の父が発掘現場で死亡したという報告を聞き、真相を確かめるためアフリカへやってきた。父が見つけた腕輪の情報を求めるブラックベリーに拉致されるが、同じ探求者として通じ合うものを感じたのか、「あんな出会いでなければ親友になれていたかもしれない」と語った。ゼットは彼女の祖父にあたる。
Mr.バリー
現地の住民を強制労働させていた強欲な資産家で、ミクの父やJ・ガルゴンの雇い主。腕輪の魔力により、因果応報とも言える無残な死を遂げる。
バラック
武装組織「バラクーダ」の頭目。勇猛なだけでなく義理人情も持ち合わせた好漢であり、ウルフやダバーからも一目置かれていた。しかしコーマの奸計によって組織ごと徐々に暴走し、ついには落命。リーダーを失ったバラクーダも壊滅してしまう。
マグマオー
マグアルダ火山の火口に住まう神。深い知見を持ち、ウルフ編ではゾフィのルーツを語る。
ギャラクシーズ
前作『STAR RESISTANCE』のプレイヤーキャラ。本作では盟友ゾフィのサポートに回る。
アンドリオ
腕輪の研究をしていた「マルスコーポレーション」の社長。バラック同様コーマに嵌められていたが、目の前で繰り広げられたウルフとブラックベリーの激闘に心を揺さぶられ我に返る。後日、ウルフを新たな用心棒として雇い入れた。
ラッキーランプ
開発チーム名の由来にもなった魔法のランプ。特定の場所を攻撃するとランプの魔人が現れ、一定時間超絶技がほぼ使い放題かつ、ピンチに陥らなくてもEXTRAPOWERを使えるようになる。

### 評価
「フリゲ2018」では、「真の漢の生き様がここにある」「うすめ液の入って無い８０年代アーケードゲーム」「圧倒的なパワースケールが世の悪党共をダメージする主人公の魅力」等のコメントが寄せられた。